# Goggomobil
Goggomobil is de naam van een serie dwergauto's die tussen 1955 en 1969 werden geproduceerd door Hans Glas GmbH in de Beierse stad Dingolfing.

## Geschiedenis
Glas produceerde drie modellen op het Goggomobil-platform: de T (sedan), de TS (coupé) en de TL (bestelwagen).

### T (sedan)
De Goggomobil T250 werd door Glas geïntroduceerd tijdens de internationale fiets- en motortentoonstelling IFMA van 1954. De T250 was een conventioneel uitziende tweedeurs sedan met achterin gemonteerde 245 cc luchtgekoelde tweecilinder tweetaktmotor. De wielophanging was rondom onafhankelijk met spiraalveren en pendelassen.
In 1957 werden enkele wijzigingen aangebracht aan de T250. Twee ruitenwissers werden gemonteerd in plaats van de eerdere enkele wisser en de schuiframen in de deuren werden vervangen door ramen met een draaimechanisme. Het serienummer was 01-37400. Op dat moment moment kwamen ook de T300 en T400 beschikbaar, deze hadden grotere motoren van respectievelijk 300 en 400 cc.
De laatste wijziging aan de sedan vond plaats in 1963 vanaf serienummer 01-211482 toen de zogenaamde zelfmoorddeuren werden vervangen door conventionele, aan de voorzijde scharnierende deuren. Toen de productie eindigde op 30 juni 1969 waren 214.313 sedans gebouwd.

### TS (coupé)
De Goggomobil TS 2+2 coupé werd geïntroduceerd op de IFMA-tentoonstelling van 1957 naast de verbeterde sedan. Hij was beschikbaar als TS250, TS300 en TS400, het getal geeft de cilinderinhoud in kubieke centimeters weer.
De enige belangrijke wijziging aan het ontwerp van de TS was de overgang van zelfmoorddeuren naar conventioneel scharnierende deuren vanaf serienummer 02-211271 in 1963. De coupé was altijd tien tot twintig procent duurder dan de sedan. De totale TS-productie bedroeg 66.511 exemplaren.

### TL (bestelwagen)
De Goggomobil Transporter of TL werd geïntroduceerd op de IFMA-tentoonstelling van 1956. De Transporter werd grotendeels gebouwd op verzoek van de Deutsche Bundespost die tussen oktober 1957 en november 1965 meer dan 2.000 TL's bestelde.
De Transporter had schuifdeuren en was beschikbaar als gesloten bestelwagen met dubbele achterdeuren of als een pick-up met een achterklep in de open laadbak. De pick-ups werden vaak gebruikt door gemeentelijke diensten zoals sneeuwploegen of straatvegers. Er werden 3.667 bestelwagens en pick-ups geproduceerd.

### Afgeleiden en opvolgers
Tussen 1957 en 1961 werden 770 roadsters genaamd Goggomobil Dart geproduceerd door Buckle Motors Pty Ltd in Sydney, Australië. Andere Goggomobil-modellen werden daar ook in licentie geproduceerd, waaronder de varianten sedan, coupé, coupé-cabriolet en bestelwagen. Deze werden uitgerust met in Australië geproduceerde glasvezelcarrosserieën in plaats van de stalen carrosserieën van hun Duitse tegenhangers. De Australische productie bedroeg ongeveer 5.000 exemplaren.
Tussen 1957 en 1960 bouwde WSK Mielec in de Volksrepubliek Polen een van de Goggomobil afgeleide dwergauto met de naam Mikrus MR 300. Na 1.728 stuks werd de productie gestopt.
In Spanje werd van 1962 tot 1967 door Munguía Industrial S.A. (Munisa) uit Mungia in de buurt van Bilbao de Goggomobil in licentie gebouwd als Munisa Goggomobil. Naast de normale sedan waren er ook andere carrosserievarianten zoals een verlengde sedan, een eenvoudiger uitgeruste sedan zonder achterste zijruiten voor zakelijk gebruik, een gesloten bestelwagen (Furgoneta) en een bestelwagen met zijruiten. De Spaanse Goggomobilen werden hoofdzakelijk met een 350 cc motor geleverd in plaats van de gebruikelijke 400 cc. In totaal werden ongeveer 8.000 exemplaren geproduceerd.
Van 1970 tot 1974 werden in kleine aantallen auto's op Goggomobil-basis doorgebouwd. De voormalige Borgward-dealer Walter Schätzle had de AWS Shopper ontwikkeld op basis van de Goggomobil, de motor was afkomstig van de T250. Maar de kleine hoekige tweezits auto was niet succesvol en na 1440 stuks ging AWS failliet.

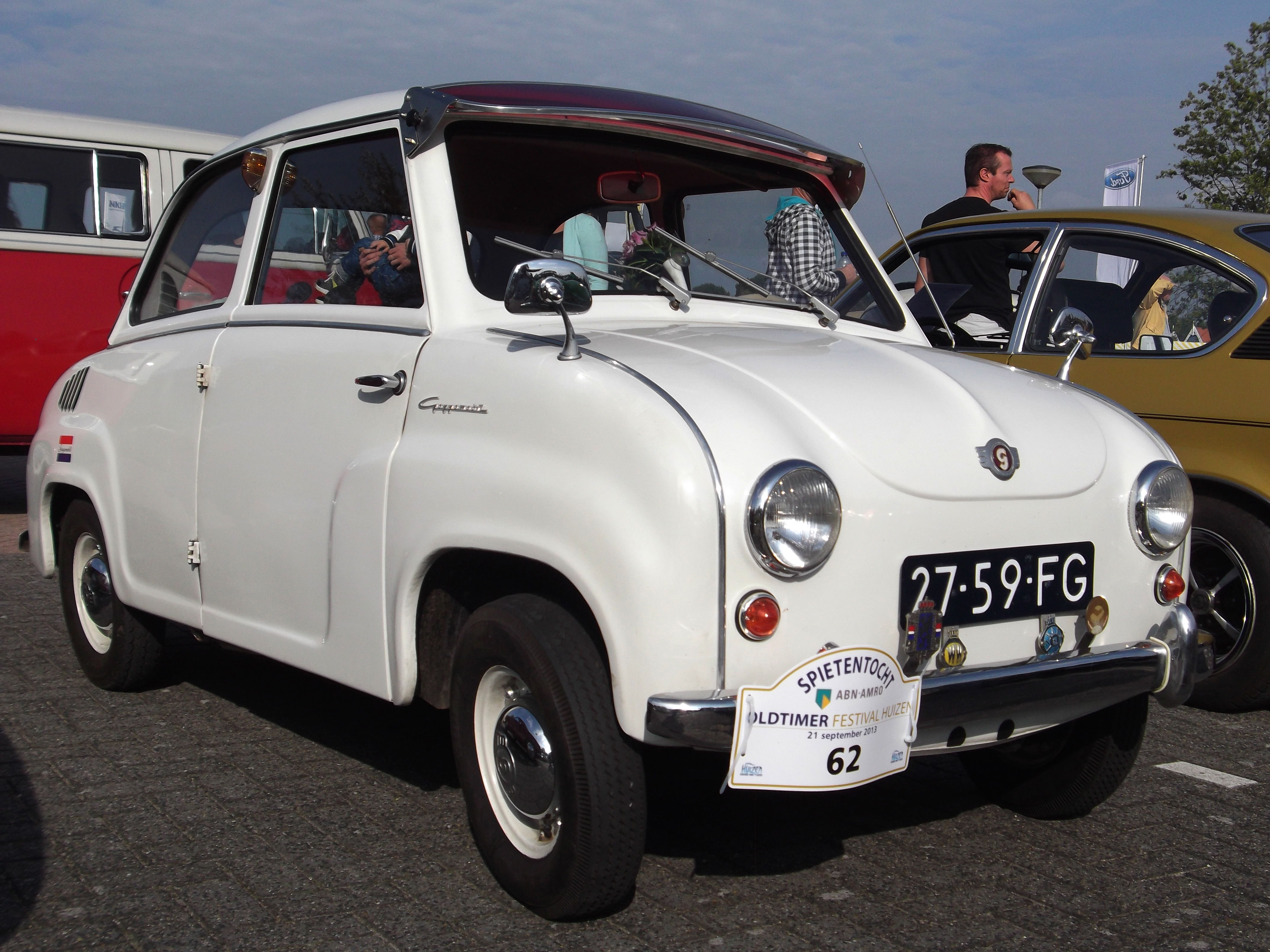
Goggomobil T300
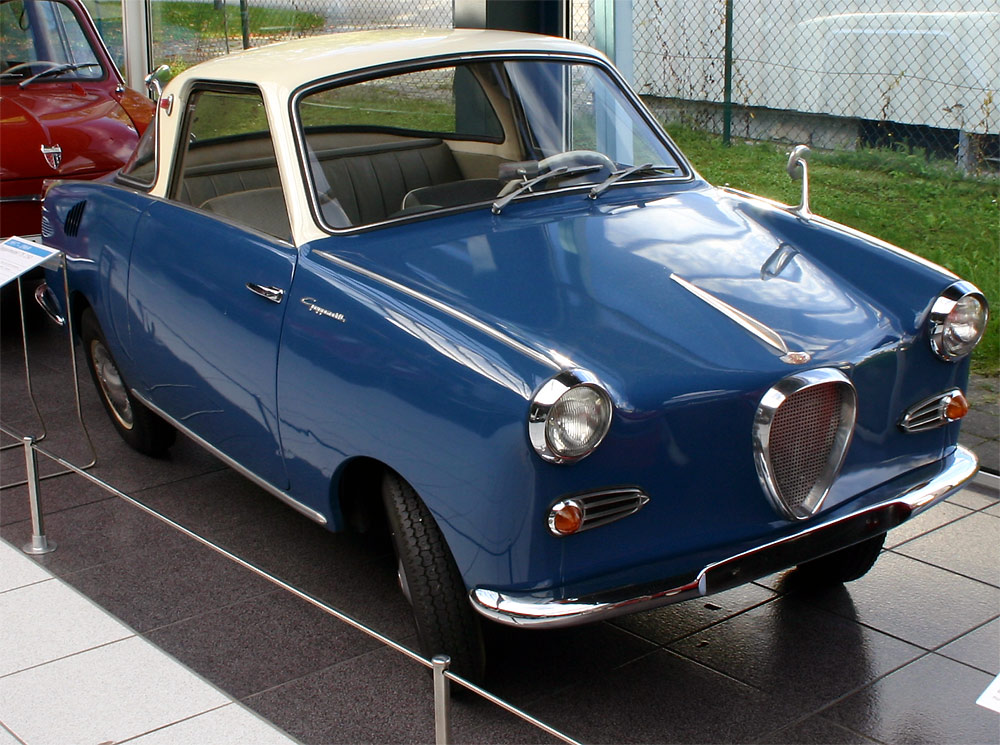
Goggomobil TS250
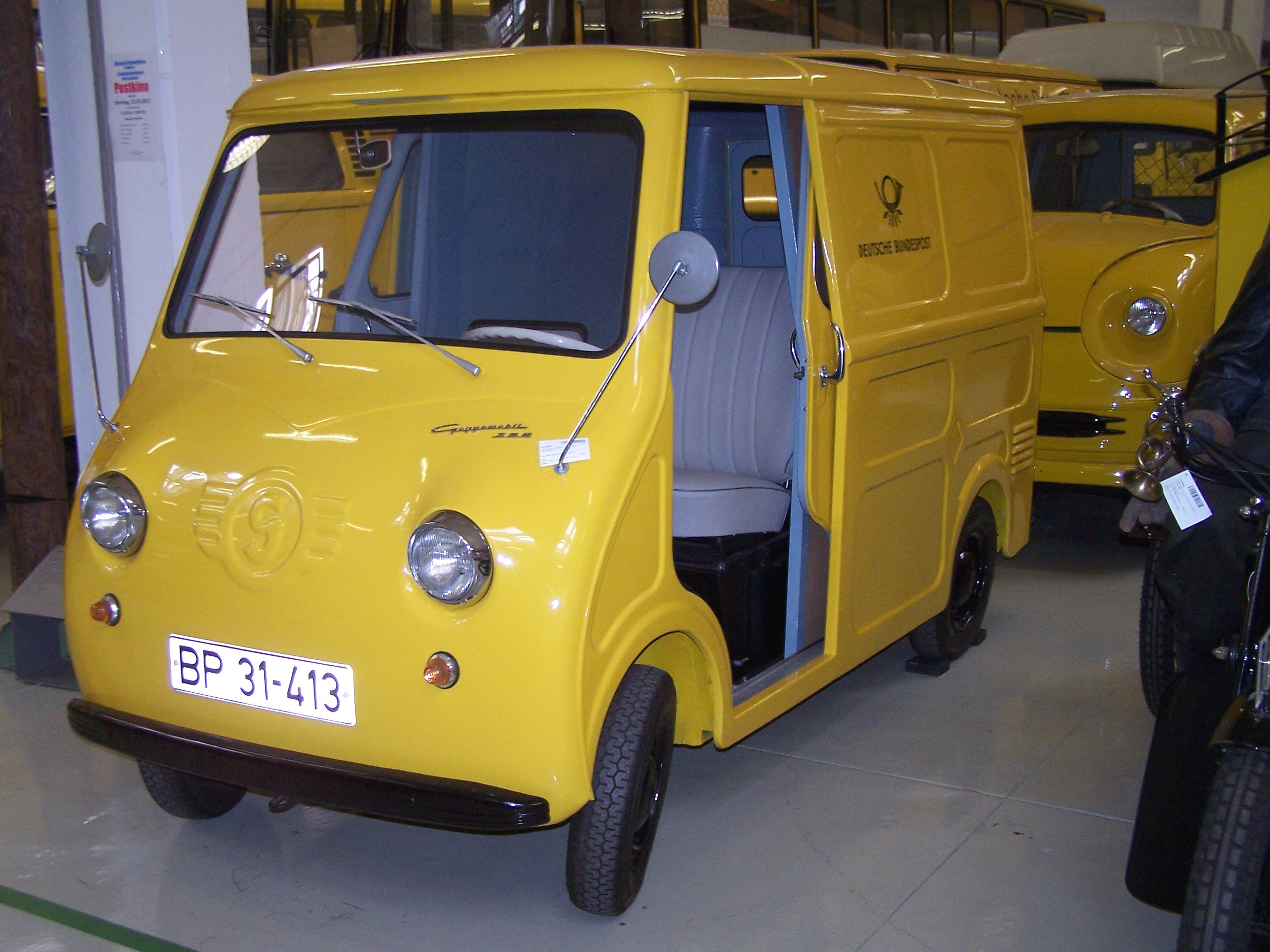
Goggomobil TL
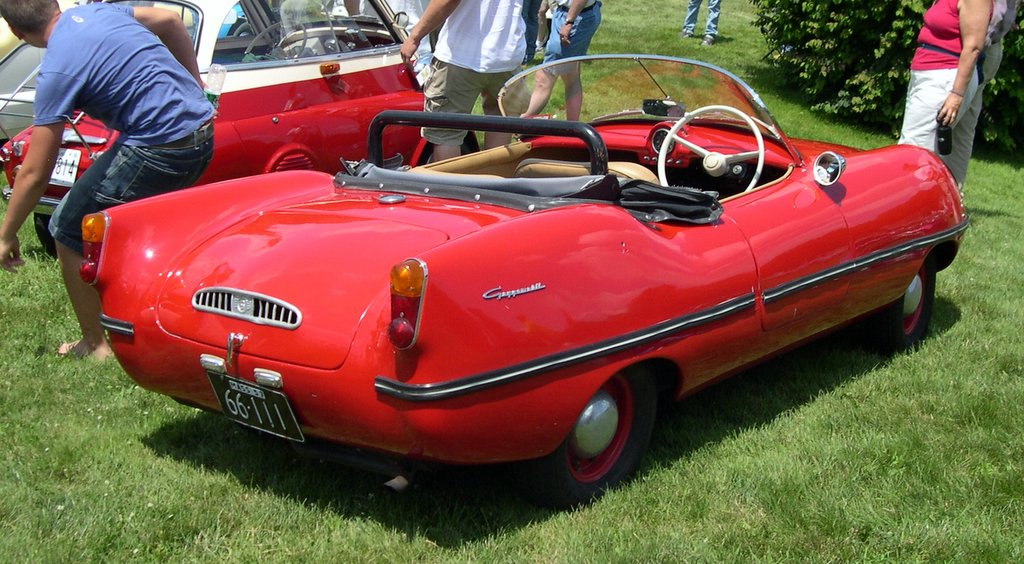
Goggomobil Dart (Australië)
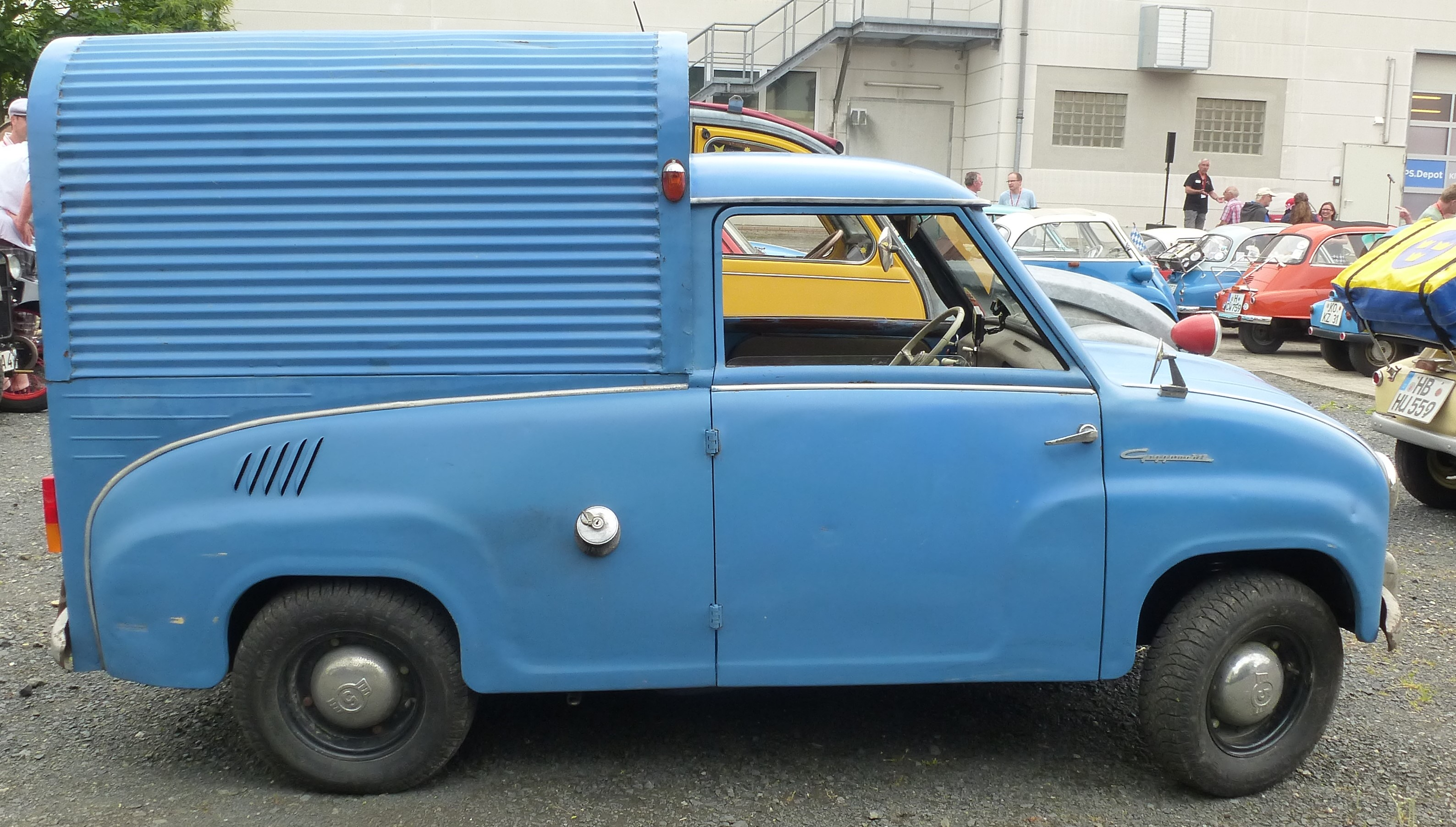
Goggomobil FM350 (Spanje)

## In Nederland
De Goggomobil werd in Nederland geïmporteerd door Gremi uit Groningen dat al importeur was van de destijds populaire Goggo-scooter van Glas.
Gremi pakte de verkoop en service groots aan en drukte zelf technische cursussen en servicebulletins. Ook werd voor de particuliere "doe-het-zelf"-autorijders een uitgebreid handboek geschreven met de titel "Tussen de bumpers van de Goggomobil", waarvan 11 drukken verschenen want de Goggomobil sloeg enorm aan. In 1956 werden er al meer dan 500 verkocht en in 1957 steeg het verkoopcijfer tot boven de 1100.

### Globetrotters

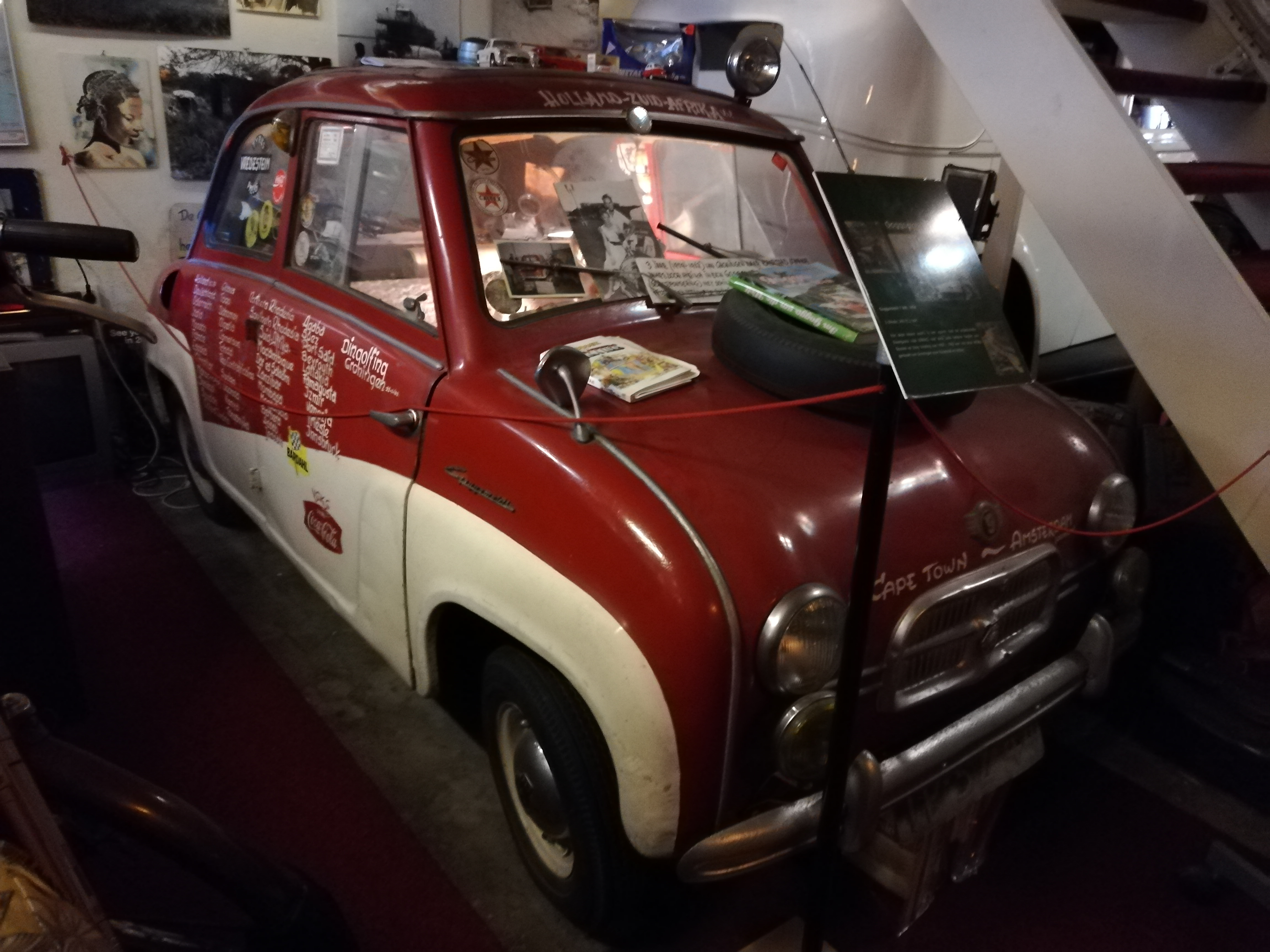
De Goggomobil T300 waarmee Vegter van Slooten en Diny Vrieling vanaf 1959 een wereldreis maakten van Groningen naar Kaapstad

De journalist en globetrotter Wim Dussel maakte samen met navigator en monteur Peter Hissink met een Goggomobil coupé met vouw-Cosmopoliet een lange reis door het Midden-Oosten. Zij kwamen na hun reis van Amsterdam naar Teheran in 1958 terug in Groningen en mochten bij het Gremi-pand aan de Oude Ebbingestraat op grote publieke belangstelling rekenen.
Gremi-medewerker Vegter van Slooten en zijn vriendin Diny Vrieling kwamen in 1962 weer aan in Groningen. Ze reden 53.000 kilometer in hun Goggomobil T300 en doorkruisten 32 landen op hun reis naar Kaapstad. Ze waren in maart 1959 vertrokken en reden dwars door Afrika met een startkapitaal van 300 gulden en een paar sponsoren. Zo kregen ze bijvoorbeeld banden van Vredestein maar voor het grootste gedeelte moesten ze zelf in hun onderhoud voorzien. Ze verdienden geld met zingen, musiceren (de gitaar hing binnenin onderaan het dak van de auto) en de verkoop van fotokaarten en zelf vervaardigde aquarellen.

### De "20 KM"-affaire
Nadat de productie van de Goggo-scooter in 1957 werd gestopt liep de Gremi-omzet flink terug. Er moest compensatie gezocht worden met de verkoop van de Goggomobil en zo ontstond de beroemde "20 KM"-affaire.
In de wet stond dat voor een motorvoertuig waarvan de topsnelheid 20 km/u was, geen rijbewijs of kenteken nodig was mits deze voertuigen waren voorzien van een bord met de aanduiding "20 KM". Gremi zag hierin mogelijkheden om een extra verkoop van de Goggomobil te krijgen bij bejaarden en invaliden. Er werd een speciale uitvoering bedacht waarvan de snelheid tot 20 km/u beperkt bleef en daarmee werd reclame gemaakt. Dit gaf aanleiding tot Kamervragen en leidde zelfs tot een proefproces dat door Gremi werd gewonnen omdat de in samenwerking met TNO ontwikkelde blokkering betrouwbaar bleek te zijn. Er werden honderden aangepaste Goggomobils verkocht maar daarmee liep de zaak uit de hand: veel handelaren knoeiden met oude, grotere wagens (blokjes onder het gaspedaal) en schroefden er "20 KM" op. Dat gaf de minister aanleiding om de wet te veranderen en dit betekende het einde van de "20 KM"-vrijheid.